# Morganella conspicua
Morganella conspicua är en insektsart som först beskrevs av Charles Kimberlin Brain 1919.  Morganella conspicua ingår i släktet Morganella och familjen pansarsköldlöss. Inga underarter finns listade i Catalogue of Life.